# Chimarra rosalesi
Chimarra rosalesi är en nattsländeart som beskrevs av Oliver S. Flint Jr. 1981. Chimarra rosalesi ingår i släktet Chimarra och familjen stengömmenattsländor. Inga underarter finns listade i Catalogue of Life.